# مایکل ویلسون (دوچرخه‌سوار)
مایکل ویلسون (اسپانیایی: Michael Wilson‎؛ زادهٔ ۱۵ ژانویهٔ ۱۹۶۰) دوچرخه‌سوار اهل استرالیا است. وی در بازی‌های المپیک تابستانی ۱۹۸۰ شرکت کرده است.